# Adam Matusiewicz
Adam Marek Matusiewicz (ur. 28 stycznia 1973 w Katowicach) – polski urzędnik państwowy, w latach 2007–2010 wicewojewoda śląski, w latach 2010–2013 marszałek województwa śląskiego.

## Życiorys
W 1997 ukończył studia z zakresu rachunkowości na Akademii Ekonomicznej w Katowicach. Kształcił się następnie na podyplomowych studiach europejskich na Politechnice Śląskiej (ukończonych w 1999). Pracował w doradztwie podatkowym i inwestycyjnym. Pod koniec lat 90. prowadził jedno z biur poselskich Jerzego Buzka, był też zatrudniony w Śląskim Związku Gmin i Powiatów. Od 2000 do 2007 był skarbnikiem miejskim w Pszczynie.
Od 1990 do 1995 działał w Unii Polityki Realnej, a następnie w Stronnictwie Polityki Realnej i Stronnictwie Konserwatywno-Ludowym. Od początku istnienia (2001) należał do Platformy Obywatelskiej, w 2007 został szefem partii w Katowicach. W dniu 27 grudnia 2007 został powołany na stanowisko drugiego wicewojewody śląskiego. W 2009 bez powodzenia kandydował w wyborach europejskich. W wyborach samorządowych w 2010 uzyskał mandat radnego sejmiku wojewódzkiego. W związku z wyborem do sejmiku 29 listopada 2010 został odwołany z funkcji drugiego wicewojewody śląskiego, a 2 grudnia tego samego roku został marszałkiem województwa śląskiego.
W dniu 13 grudnia 2012 podał się do dymisji, kończąc urzędowanie 21 stycznia 2013, kiedy to wybrano jego następcę. Przyczyną rezygnacji był chaos związany z przejęciem kilka dni wcześniej kolejowych przewozów pasażerskich w województwie śląskim przez podlegające samorządowi województwa Koleje Śląskie. 13 września tego samego roku został wykluczony z PO. W następnym miesiącu negatywnie rozpatrzono jego odwołanie od tej decyzji. Pozostał jednak w klubie radnych PO w sejmiku. W 2014 nie kandydował w kolejnych wyborach.
W 2012 otrzymał Złoty Krzyż Zasługi.

## Życie prywatne
Żonaty, ma córkę Aleksandrę i syna Jana. Jego brat Jacek był skarbnikiem śląskiej PO, odszedł z partii w dniu usunięcia z niej Adama Matusiewicza.